# چیرا باگیاتو
چیرا باگیاتو (به انگلیسی: Chiara Boggiatto) (زادهٔ ۱۷ فوریهٔ ۱۹۸۶) شناگر اهل ایتالیا است.